# George Rozorea (stație de metrou)
George Rozorea este o stație planificată de metrou din București. Se va afla în Sectorul 5, în Piața Dr. Jose Rizal, la intersecția Șoselei Panduri cu Calea 13 Septembrie.